# Redux (The X-Files)
«Redux» es el estreno en dos partes de la quinta temporada de la serie de televisión de ciencia ficción The X-Files. «Redux» se emitió por primera vez el 2 de noviembre de 1997 en la cadena Fox en los Estados Unidos, y «Redux II» se emitió el 9 de noviembre. Ambos episodios fueron escritos por el creador de la serie Chris Carter, con «Redux» dirigido por R. W. Goodwin y «Redux II» dirigido por Kim Manners. «Redux» se convirtió en el segundo episodio más visto jamás transmitido, con más de 27 millones de espectadores en los Estados Unidos. La primera parte del episodio recibió críticas mixtas a negativas, mientras que la segunda parte recibió críticas mixtas a positivas de los críticos.
El programa se centra en los agentes especiales del FBI Fox Mulder (David Duchovny) y Dana Scully (Gillian Anderson) que trabajan en casos relacionados con lo paranormal, llamados expedientes X. La historia de los episodios continúa desde el final de la cuarta temporada «Gethsemane». «Redux» sigue a Scully, quien ayuda a Mulder a fingir su propia muerte en un esfuerzo por descubrir en qué miembros del FBI pueden confiar antes de que los agentes busquen individualmente una respuesta al cáncer de Scully. «Redux II» continúa inmediatamente después con Scully hospitalizada, y a Mulder se le ofrece un trato para aliarse con el fumador (William B. Davis).
«Redux», al ser parte de un arco de episodios de tres partes, se convirtió en un hito en la historia de la serie. Marcó el primer episodio en el que Fox Mulder pierde su creencia en la vida extraterrestre y la revelación de que alguien dentro del FBI ha tratado de desacreditar el trabajo de Mulder y Scully en los expedientes X. Al escribir el episodio, Carter quería atar los cabos sueltos de las temporadas anteriores. A pesar de ser los dos primeros episodios de la temporada emitidos, fueron el segundo y tercer episodios producidos, siendo el primero «Unusual Suspects», que explicaba los orígenes de los pistoleros solitarios.

## Argumento

### Trasfondo
En las montañas San Elías de Canadá, un equipo de expedición descubre un cuerpo extraterrestre congelado. El profesor Arlinsky, el líder del equipo, envía muestras de núcleos de hielo que contienen presumiblemente ADN extraterrestre a Fox Mulder (David Duchovny). Tanto Mulder como Dana Scully (Gillian Anderson) finalmente conocen a Michael Kritschgau (John Finn), un empleado del Departamento de Defensa que afirma que todo lo que Mulder cree que sabe sobre extraterrestres es mentira. Kritschgau le dice a Mulder que la abducción de su hermana Samantha fue inventada, que todas las pruebas de biología extraterrestre son meras anomalías científicas y que el cuerpo extraterrestre descubierto en Canadá era falso. También afirma que todo el mito extraterrestre es un engaño perpetrado por el gobierno de los Estados Unidos. como una tapadera para el complejo industrial-militar. Angustiado por estas afirmaciones, Mulder pierde la fe. Más tarde, el FBI investiga el aparente suicidio de Mulder. Scully confirma la identidad del cuerpo no visto.

### Primera parte
Mientras Mulder angustiado se sienta en su apartamento, recibe una llamada telefónica de Kritschgau, quien le dice que «ellos» pueden estar escuchando. Mulder, al ver un pequeño agujero en el techo, corre escaleras arriba, irrumpe en el apartamento de arriba y mata al empleado del gobierno Scott Ostelhoff. Él le cuenta a Scully sobre el incidente y le dice que Ostelhoff había hecho numerosas llamadas al FBI. La Oficina investiga la situación y encuentra el cuerpo de Ostelhoff; sin embargo, creen que es el cuerpo de un Mulder suicida. Scully identifica falsamente el cuerpo y se encuentra con el subdirector Walter Skinner (Mitch Pileggi), quien le dice que el jefe de sección Scott Blevins (Charles Cioffi) la está buscando. Se reúne con Blevins y su panel y les cuenta los incidentes anteriores que llevaron al aparente suicidio de Mulder.
Cuando Mulder irrumpe en el Departamento de Defensa, el fumador (William B. Davis) registra su apartamento, creyendo que no está muerto. Scully investiga un poco los registros de Ostelhoff y llega a la conclusión de que estaba llamando a Skinner. Mientras tanto, Mulder encuentra una habitación que contiene cuerpos extraterrestres falsos y sigue un túnel hasta el Pentágono, donde encuentra una gran sala de pruebas. Mulder finalmente rastrea un pequeño frasco de metal que cree que puede contener una cura para el cáncer de Scully. Scully le explica al panel del FBI que Mulder fue víctima de una elaborada conspiración y que alguien en la habitación le contagió una enfermedad mortal. Cuando está a punto de presentar su evidencia, le sangra la nariz y se derrumba. Mulder lleva el vial a los pistoleros solitarios, quienes le dicen que no es una cura, solo agua desionizada.

### Segunda parte
Después de enterarse del colapso de Scully, Mulder llega al hospital donde está siendo tratada. Antes de que pueda ponerse en contacto con ella, Skinner y dos agentes del FBI lo detienen. Luego, Mulder es llevado ante Blevins y un agente sénior, quienes exigen información sobre por qué Scully mintió sobre su muerte. Después de la reunión, Mulder le dice a Skinner que un traidor en el FBI le dio cáncer a Scully. Mientras tanto, el fumador intenta convencer al Primer Anciano (Don S. Williams) de que Mulder se unirá a ellos si tiene una buena razón para hacerlo.
Mulder luego le dice a Scully que quiere revelar la conspiración al público. Cuando se va, se encuentra con el fumador, quien afirma que puede curar a Scully usando un chip dentro del vial robado de Mulder. Mientras tanto, Kritschgau se presenta ante el panel del FBI, niega tener conocimiento del asesino de Ostelhoff y también revela que su hijo murió esa mañana. Afirma trabajar no solo para el Departamento de Defensa, sino también para una firma de cabildeo del Congreso conocida como Roush. Mulder les cuenta a Scully y a su médico sobre el chip. La familia de Scully es escéptica, particularmente su hermano Bill. Scully decide seguir adelante y que le inserten el chip en el cuello.
El fumador organiza una reunión con Mulder en un restaurante cercano. Allí, Mulder conoce a su hermana Samantha, quien llama al fumador su «padre». Samantha afirma no recordar nada sobre su abducción y se resiste a quedarse o decirle a Mulder dónde puede encontrarla. Al día siguiente, el fumador le ofrece a Mulder la verdad si deja el FBI y trabaja para él; Mulder se niega. Más tarde, Mulder se encuentra con Blevins, quien afirma tener evidencia de que Skinner estaba ocultando información sobre la muerte de Ostelhoff. Blevins le dice a Mulder que puede ayudarlo si nombra a Skinner como el traidor del FBI. Más tarde, Mulder se encuentra con Scully y le dice que iba a hacer un trato con el fumador, pero que ahora no lo hará después de su reunión con Blevins. A pesar de las súplicas de Scully, se niega a traicionar a Skinner.
Mulder aparece ante el panel del FBI mientras un Quiet Willy armado sigue al fumador. Mulder le cuenta al panel de la conspiración contra él y Scully. Cuando Blevins y el agente superior le preguntaron si él mató a Ostelhoff, Mulder nombra a Blevins como el traidor. El fumador, mirando una foto de un joven Mulder y Samantha, recibe un disparo de Quiet Willy. Blevins es asesinado por el agente principal en su oficina, quien lo presenta como un suicidio. En el hospital, Skinner le dice a Mulder que el fumador está muerto, aunque no se ha encontrado su cuerpo. Mulder admite que adivinó cuando nombró a Blevins, a quien Skinner revela que estaba en la nómina de Roush. Mulder le dice a Skinner que el cáncer de Scully entró en remisión.

## Producción

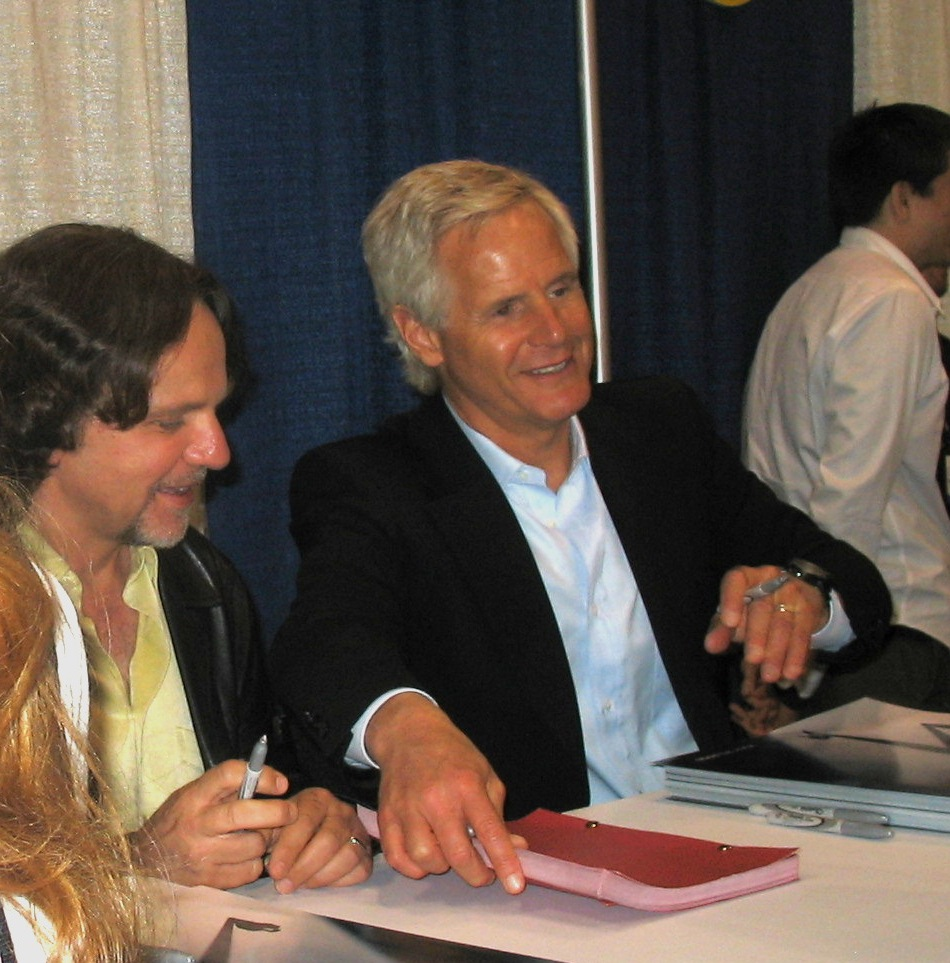
Chris Carter (derecha), el escritor de ambas partes del episodio, fotografiado en 2008

El creador de la serie Chris Carter, al hablar de «Redux» y «Redux II», dijo que «quería atar muchos cabos sueltos de la temporada pasada y jugar con la idea de que la conspiración es un engaño y que había sido hecho para ocultar diversas fechorías terrestres y temporales». En consecuencia, estos episodios iniciaron un arco narrativo sobre la pérdida de creencia de Fox Mulder en los extraterrestres, que concluiría en el episodio, «The Red and the Black». Mientras los escritores seguían «jugando» con la idea de la pérdida de fe de Mulder, El productor ejecutivo Frank Spotnitz admite que los fanáticos nunca parecieron aceptar este giro de los acontecimientos y se negaron a ver victorioso al fumador. Como reflejo de esta trama principal del episodio, el lema de «Redux» se cambia a «All Lies Lead to the Truth» (Todas las mentiras conducen a la verdad).
Otra faceta importante del episodio trata sobre el cáncer y la remisión de Scully. Según el productor ejecutivo Frank Spotnitz, «Redux» postula una serie de razones para la recuperación de Scully, incluido el tratamiento médico estándar, la intervención divina engendrada por la fe o el chip que ofrece el fumador de cigarrillos. En realidad, nunca se proporciona una respuesta clara, lo que John Shiban afirma que fue intencional, ya que querían dejarlo abierto a la interpretación. Según Carter, toda esta trama tomó «la idea del programa» y la hizo girar «de la manera más interesante».
Según R. W. Goodwin (el director de «Redux»), el equipo de producción quedó tan impresionado por el monólogo del actor John Finn que afirmaba que los ovnis son un engaño del gobierno que recibió una ronda de aplausos después de terminar sus tomas. El guion de este discurso fue particularmente largo, con Goodwin comparándolo con «las páginas amarillas». Las versiones originales del guion de «Redux» presentaban al «Hombre de pelo gris» (interpretado por Morris Panych) en lugar de «Quiet Willy». Sin embargo, cuando Panych no pudo aparecer en el episodio debido a problemas de programación, se reescribió la historia y se creó el nuevo personaje, interpretado por Willy Ross (en ese entonces Steve Allen).
A pesar de ser el estreno de la temporada, las dos partes de «Redux» fueron el segundo y el tercer episodio producidos de la temporada, respectivamente, debido a que se necesitaba a David Duchovny y Gillian Anderson para filmar la película The X-Files: Fight the Future. Después de que terminó la producción, «Redux II» en particular fue muy elogiado por el elenco y el equipo: Carter dijo: «Creo que “Redux II” es uno de los mejores episodios que hemos hecho». Del mismo modo, Spotnitz llamó a «Redux II» «uno de [sus] episodios favoritos» y explicó: «Creo que la historia tiene una pureza y claridad cristalinas, y llega a un punto perfecto para mí». Anderson también dijo: «Pensé que era un episodio excelente, especialmente las escenas en la sala de audiencias y toda la progresión de la oración de Scully. Cómo fue escrito, filmado y editado. Fabuloso».

## Recepción

### Audiencia
«Redux» se emitió por primera vez el 2 de noviembre de 1997 en Fox en los Estados Unidos, y «Redux II» se emitió el 9 de noviembre. «Redux» obtuvo una calificación Nielsen de 16,1, con una participación de 22. Fue visto por 27,34 millones de personas. Fue el episodio con mayor audiencia de la temporada y el segundo episodio con mayor audiencia, en términos de espectadores, después de «Leonard Betts», que se emitió después del Super Bowl XXXI. «Redux II» obtuvo una calificación Nielsen de 15,0, con una participación de 21. Fue visto por 24,84 millones de personas. Parte de la razón por la que «Redux» fue tan visto fue porque el episodio anterior del programa, «Gethsemane», había creado especulaciones sobre si Mulder estaba realmente muerto o no. Un artículo en The Wall Street Journal discutió las teorías de los fanáticos detrás de la locura de Mulder, mientras que una caricatura se publicó en The New Yorker unas semanas más tarde en torno a la «muerte» de Mulder.

### Reseñas
«Redux» recibió críticas mixtas a negativas de los críticos. Emily VanDerWerff, que escribe para The A.V. Club, otorgó al primer episodio una calificación de «C+» y escribió que «“Redux [Part 1]” fue un episodio bastante bueno en 1997. No es un episodio muy bueno ahora». VanDerWerff señaló que la idea de que Mulder se había suicidado no era efectiva, porque la audiencia del programa sabía que se había programado el estreno de una película en el verano de 1998. Finalmente, llamó al final del episodio «uno de los finales en suspenso más débiles del programa». Paula Vitaris de Cinefantastique le dio a la primera parte del episodio una crítica negativa y le otorgó una estrella de cuatro. Criticó duramente el ritmo de la historia y señaló que el episodio «es todo trama, trama, trama. [Y] gran parte de la trama es increíble». Además, Vitaris criticó varios agujeros en la trama del episodio, incluida la fácil entrada de Mulder en el Departamento de Defensa y las payasadas del personaje, como su ataque a Ostelhoff. Sin embargo, a pesar de la crítica negativa general, Vitaris mencionó que «solo hay una escena verdaderamente estimulante, ya que es la confrontación entre Scully y Skinner después de que él la sigue al laboratorio donde está realizando su prueba de ADN». Robert Shearman y Lars Pearson, en su libro Wanting to Believe: A Critical Guide to The X-Files, Millennium & The Lone Gunmen, calificaron el episodio con una estrella de cinco. Los dos criticaron duramente la trama de «Skinner-como-traidor», señalando con sarcasmo que «el equipo de producción no va a hacer [revelar que él es el antagonista], y la sorpresa del “villano en la habitación” revelará que será el jefe de sección Blevins –un personaje tan importante en el marco de la serie que, salvo su aparición en el final de la cuarta temporada, no lo hemos visto en noventa y cuatro episodios». No todas las críticas fueron tan negativas. Tom Kessenich, en su libro Examinations: An Unauthorized Look at Seasons 6–9 of the X-Files nombró a «Redux» y «Redux II», juntos, como el décimo mejor «Episodio de todos los tiempos». En su crítica de «Redux», señaló: «Si bien a muchas personas no les importa “Redux”, creo que hace un buen trabajo al prepararnos para la segunda hora (aunque invalida el contexto emocional de Gillian del final de la T4)». En el Maratón de Acción de Gracias de FX de 1999, que contenía episodios seleccionados por los fanáticos, «Redux» (junto con «Gethsemane» y «Redux II») se presentó como el «Mejor episodio de mitología».
«Redux II» recibió críticas mixtas a positivas de los críticos. Zack Handlen de The A.V. Club otorgó al episodio una calificación de «A» y señaló que «independientemente de las reservas que pueda tener sobre un arco narrativo de tres episodios, esta entrada final hace un buen trabajo al reinvertirnos en los ideales básicos del programa, volviendo nos lleva a una forma aproximada del statu quo de una manera que es emocionante, emocionalmente poderosa y satisfactoria a pesar de solo un impulso gradual hacia adelante». Además, Handlen elogió la actuación de David Duchovny, afirmando que «estuvo prendida durante todo el episodio». Tom Kessenich elogió la segunda parte del episodio y escribió: «“Redux II” es la hora más destacada de los dos sin lugar a dudas. Con Scully en su lecho de muerte, Mulder conoce a su hermana solo para perderla nuevamente y se encuentra en una posición en la que puede tratar con el diablo. Los momentos finales... son simplemente perfectos y tan buenos como cualquier programa que haya producido». Shearman y Pearson calificaron el episodio con dos estrellas y media de cinco. Los dos señalaron que «[“Redux II”] es un pequeño jugueteo lo suficientemente agradable, pero es demasiado pausado para ser emocionante, demasiado predecible para ser revelador y, lo que es más importante, no es lo suficientemente divertido como para ser una comedia». Vitaris dio a la segunda parte del episodio recibió una crítica un poco menos negativa que la primera, pero solo le otorgó una estrella y media de cuatro. Criticó el final y señaló que «todo está envuelto de manera ordenada pero ambigua». Sin embargo, Vitaris señaló que «lo que hace que “Redux II” sea tolerable es Duchovny, quien siempre toca las notas correctas de ira, desesperación, pena, alivio o entumecimiento emocional». En el Maratón de Acción de Gracias de FX de 1999, que contenía episodios seleccionados por los fanáticos, «Redux II» (junto con «Gethsemane» y «Redux») se presentó como el «Mejor episodio de mitología».